# ستيف الكسندر
ستيف الكسندر (بالإنجليزية: Steve Alexander)‏ هو طبال بريطاني، ولد في 20 نوفمبر 1962.